# Chiesa di San Rocco (Atessa)
La chiesa di San Rocco o del Carmine si trova ad Atessa in piazza Garibaldi, la piazza principale della città.

## Storia
La chiesa un tempo era intitolata alla Madonna del Carmine ed era parte del convento dei Carmelitani che fu fondato nel 1603. Il convento è ancora esistente e ospitava l'Ospedale Civile fino all'apertura del nuovo ospedale.
In passato la chiesa aveva la facciata a capanna fino alla ristrutturazione avvenuta nella seconda metà del XX secolo in cui le fu conferito l'aspetto attuale.

## Descrizione

### Facciata
La facciata è di recente completamento in stile pseudo, classico: è in laterizio con alcuni elementi in pietra quali le paraste, il portale e la finestra. È divisa in due livelli da una trabeazione sostenuta da due coppie di paraste. Il secondo livello termina con una mensola anch'essa sostenuta da due coppie di paraste al cui centro vi è una finestra architravata con un timpano curvo.
Il campanile laterale è una torre ottocentesco in mattoni, decorata al livello centrale da una nicchia con la statua di san Rocco, nella parte sommitale una gabbia in ferro lavorato ospita le campane delle ore.

### Portale
Il portale attuale degli anni'70, in stile pseudo classico, sostituisce uno più antivo e semplice con arco a tutto sesto, è separato dalla piazza da alcuni gradini. Presenta ai lati due paraste ioliche coronate che sorreggono un frontone triangolare.

### Interno
L'interno a navata unica, in stile tardo-barocco presenta decorazioni con stucchi dorati ed altari policromi.
I muri sono arricchiti dalla presenza di altari minori. 
La navata presenta un ordine architettonico di paraste che reggono una trabeazione molto sporgente che imposta la volta a botte. Gli altari laterali sono decorati tabernacolo in scagliola, con doppio ordine di colonne, a timpano spezzato con ai lati dei putti, che reggono uno spazio a cornice, dove è riporto un dipinto legato al santo dedicatario.
A sinistra, dopo l'ingresso, si trova una statua in cartapesta monumentale che ritrae la Natività con Sant'Anna che regge Maria Bambina. Segue l'altare con la statua di Santa Lucia opera di Giacomo Falcucci (1848) restaurata dal figlio Michele, l'altare privilegiato della Madonna del Carmine, l'altare di San Sebastiano, opera di Ennio Bravo.
L'altare con la tela della Madonna del Carmine è firmato da Felice Ciccarelli, 1603.
Sulla destra della navata, 
dall'ingresso, si trovano in controfacciata una statua di San Nicola di Bari di Gabriele Falcucci di Atessa, l'altare con la statua di San Giuseppe e il Bambino opera di G. Falcucci, l'altare della Pietà con un gruppo scultoreo di Cristo crocifisso con le Marie dolenti, opera drlla bottega Falcucci, el'altare di San Rocco.
La volta è riccamente decorata con stucchi e presenta alcuni affreschi che raffigurano scene religiose. Dipinti da Ennio Bravo di Atessa negli anni '50 del Novecento, le scene illustrano momenti della Vita di Maria.
Sulla sinistra in posizione centrale, c'è l'altare privilegiato della Madonna del Carmine con la statua riccamente vestita, opera di Falcucci. Vi si conserva anche una tela devozionale della Madonna col Bambino tra Santi, opera del pittore Felice Ciccarelli dell'Atessa. Ciccarelli fu attivo nel Seicento e dipinse un quadro di San Virale per la chiesa parrocchiale di Archi, una Madonna Immacolata per il Duomo di Guardiagrele, un quadro-copia esatta per la chiesa parrocchiale di San Lorenzo in Rapino e per lo stesso paese, un quadro della Madonna tra San Giovanni e San Michele per la chiesa di San Giovanni Battista.
Un imponente arco divide il presbiterio dalla navata. Il presbiterio è coperto da una calotta semiellittica che poggia su pennacchi. Il presbiterio ospita al centro una nicchia con la statua della Madonna del Carmine vestita, opera di Giacomo Falcucci, e altre 2 statue riposte ai lati.

## Galleria d'immagini

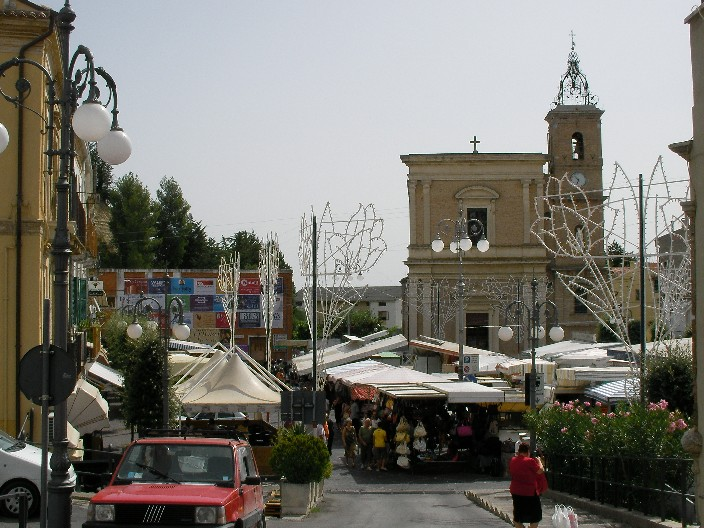
Piazza Garibaldi e la chiesa di San Rocco nel giorno di mercato
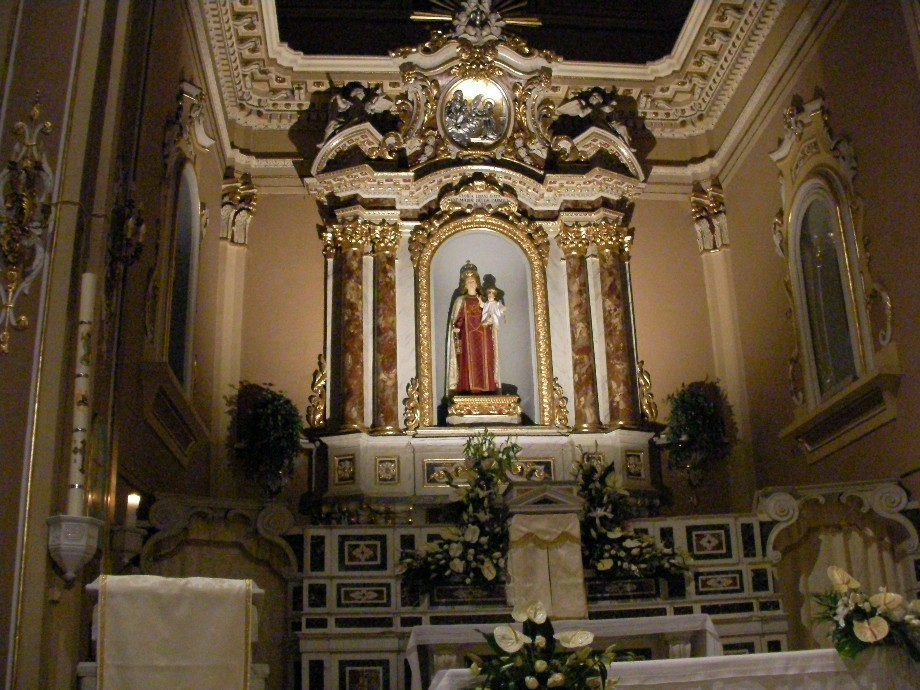
L'interno